# Astronia williamsii
Astronia williamsii är en tvåhjärtbladig växtart som beskrevs av Elmer Drew Merrill och Charles Budd Robinson. Astronia williamsii ingår i släktet Astronia och familjen Melastomataceae. Utöver nominatformen finns också underarten A. w. ramosii.